# 宿毛城
宿毛城（すくもじょう）は、高知県宿毛市にあった日本の城（平山城）。別名松田城。城跡は宿毛市指定史跡に指定されている。

## 歴史
築城時期は不明だが松田兵庫が居城としていた。元和元年（1615年）一国一城令により廃城になった。城跡には石鎚神社が鎮座している。

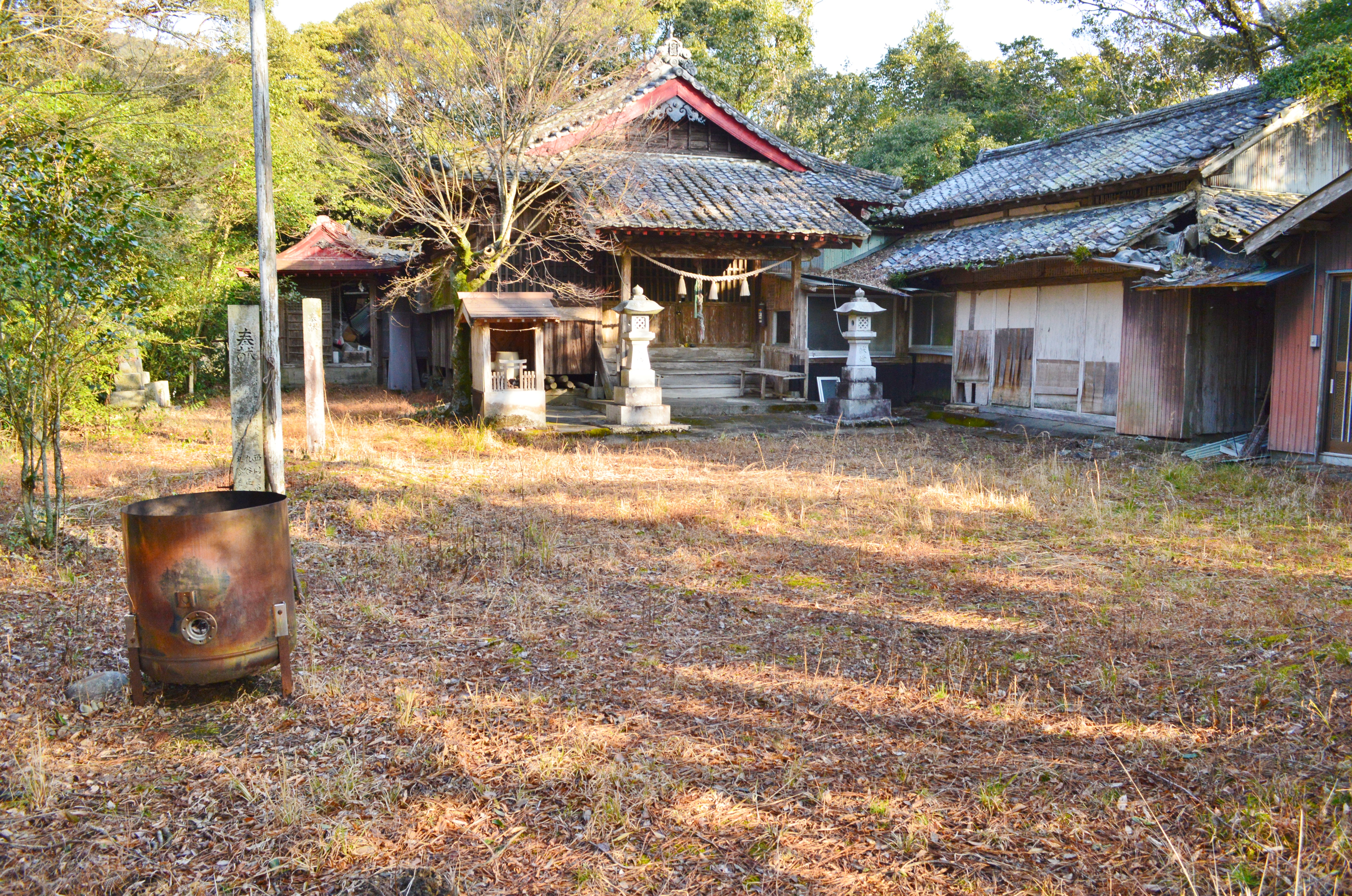
山頂部（石鎚神社境内）
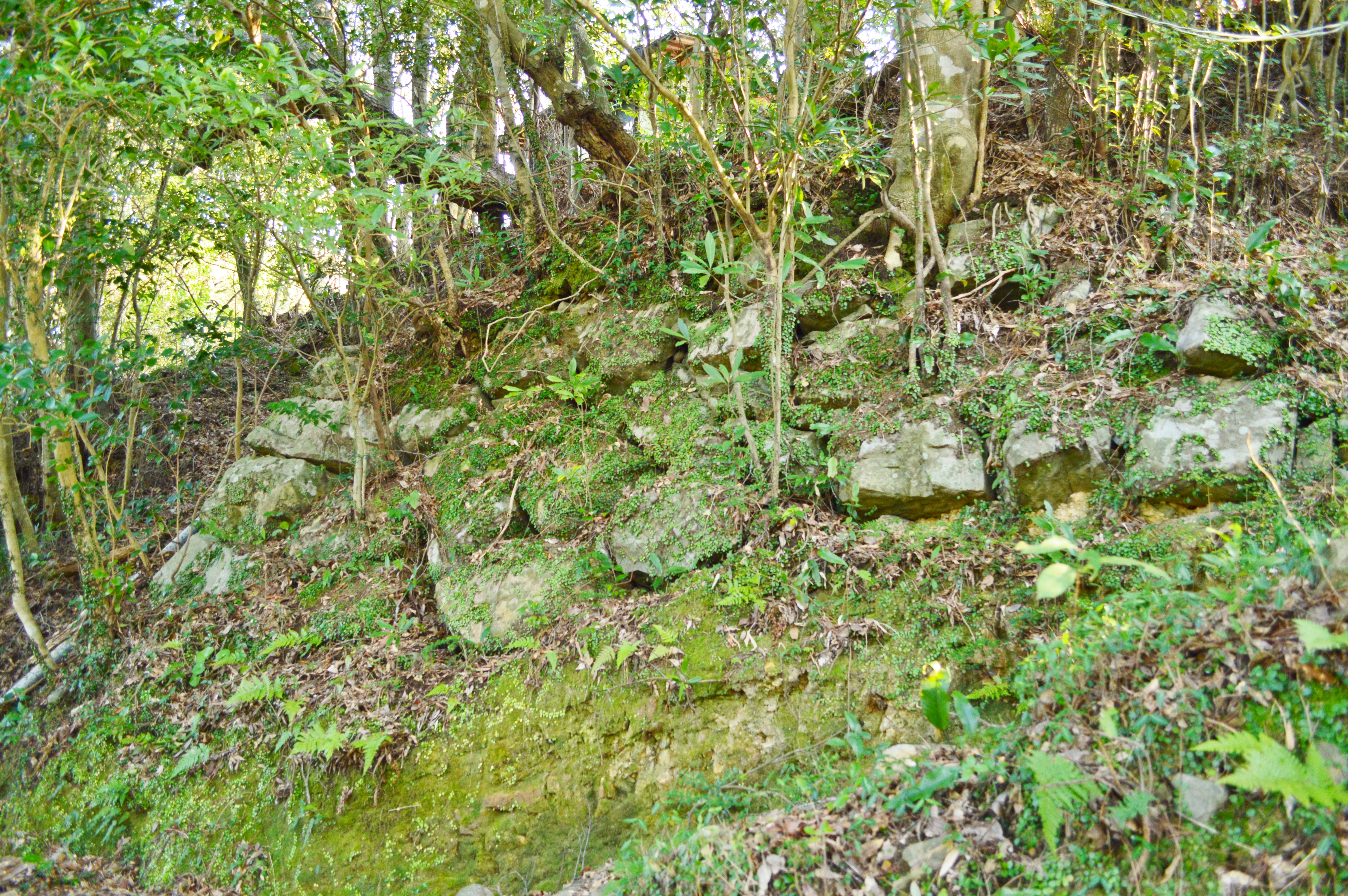
石垣

## 現地情報

### 所在地
- 高知県宿毛市

### 交通アクセス
鉄道
- 土佐くろしお鉄道宿毛線東宿毛駅より北へ徒歩約15分